# Syria TV
Syria TV, detto anche Syrian Satellite Channel, in arabo التلفزيون ا لسوري, è un canale di stato siriano, con sede a Damasco.
È gestito dall'ente televisivo pubblico ORTAS.

## Storia
Il canale fu fondato nel 1960, quando ancora la Siria apparteneva alla Repubblica Araba Unita.
Ha iniziato le trasmissioni a colori nel 1976.

### Durante la guerra civile siriana
Il 26 maggio 2013 le forze di opposizione aprirono il fuoco sul personale di Syria TV vicino al paese di al-Daba'a, nei paraggi di al-Qusayr, nella provincia di Homs, ferendo il cameraman Asem al-Shaar.

## Programmi principali
- Aalam men Akhbar (Un mondo di notizie, عالم من الأخبا)
- Jilna (La nostra generazione, جيلنا)
- Sabah al Khair (Buongiorno, صباح الخير)
- Al-Nas lel Nas (Gente per la gente, الناس للناس)
- Hamzet Wasel (Anello di congiunzione, همزة وصل)
- Al-Balad Baladak (Il Paese è il tuo Paese, البلد بلدك)
- Mulaeb al Ghad (Il protagonista di domani, ملاعب الغد)
- Huna Dimashq (Qui è Damasco, هنا دمشق)
- Nahja Maan (Vivere insieme, نحيا معا)
- Al-Muwaten w el-Wazeer (Il cittadino e il ministro, المواطن و الوزير	)
- Hadis Al-Balad (Sulla bocca di tutti, حديث البلد)

## Canali affiliati
- Addounia TV
- Canale 1
- Canale 2
- Education Channel
- Syrian Drama Channel
- Syrian News Channel